# Đuntir
Đuntir (mađ. Göntér) je zaselak u južnoj Mađarskoj.

## Zemljopisni položaj
Nalazi se na 45° 51' 29" sjeverne zemljopisne širine i 18° 19' 30" istočne zemljopisne dužine, 2 km istočno-sjeveroistočno od Šikloša.

## Upravna organizacija
Upravno pripada gradiću Šiklošu u Šikloškoj mikroregiji u Baranjskoj županiji. Poštanski broj je 7800.

## Stanovništvo
Po popisu od 2001. godine zaselak Đuntir bio je nenaseljen. Trag o nekadašnjoj naseljenosti je i ime za stanovnike: Đuntirak i Đuntirka.

## Vanjske poveznice
- Đuntir na fallingrain.com